# Pierre Brouwers
Pour les articles homonymes, voir Brouwers.
 (juillet 2017).
Pierre Brouwers (né à Liège en Belgique) est un journaliste et un réalisateur de films documentaires belge.
Il vit à Bruxelles, et a vécu à Paris et Londres.

## Biographie
Pierre Brouwers sillonne la planète depuis l'âge de 16 ans pour ramener de ses voyages photos et films documentaires.
Diplômé de l'Institut des hautes études des communications sociales (IHECS), Pierre Brouwers se lance très tôt à la découverte du monde. En 1970, il effectue, avec deux camarades, une expédition sur la route de l'Inde à bord d'un véhicule de leur propre conception.
Successivement photographe, reporter, secrétaire de rédaction puis rédacteur en chef d'un magazine de voyage (PERI), il réalise en parallèle films documentaires et reportages audiovisuels. En 1980, il crée sa propre société de production : Media 9. Sept ans plus tard, il lance les Vidéo Guides Hachette. Pierre Brouwers crée ensuite les DVD Guides en 2000 (plus de 135 titres en 2017). Les Vidéo Guides Hachette (en cassettes VHS) et les DVD Guides cumulent, depuis le premier titre publié en 1987, une diffusion de plus de 4 millions d'exemplaires[réf. nécessaire].

## Réalisations
Les films documentaires de la collection Découvrir le monde, diffusés en France sur les chaînes Voyage, France 5, NRJ12, etc. [réf. nécessaire] brossent le portrait d'une destination en 52 minutes. Géographie, histoire, culture, religion, population, vie quotidienne, etc. Dans chaque film, Pierre Brouwers couvre au moins une fête représentative de la vie locale, et inclut des vues aériennes.
Ils sont édités en vidéo dans le cadre de la collection DVD Guides.
Pierre Brouwers est également l'auteur des séries documentaires Le Monde vu du ciel, Le Monde en fêtes, En 4 repères, Arthur autour du Monde.
Dans chaque DVD de la collection Le Monde vu du ciel, 60 films d'une minute rythment un parcours aérien orchestré par Pierre Brouwers. 